# ويليام إدوارد هانفورد
ويليام إدوارد هانفورد (بالإنجليزية: William Edward Hanford)‏ هو كيميائي ومخترِع أمريكي، ولد في 9 ديسمبر 1908 في بريستول في الولايات المتحدة، وتوفي في 27 يناير 1996 في بيثيسدا في الولايات المتحدة.